# Camille Laurens

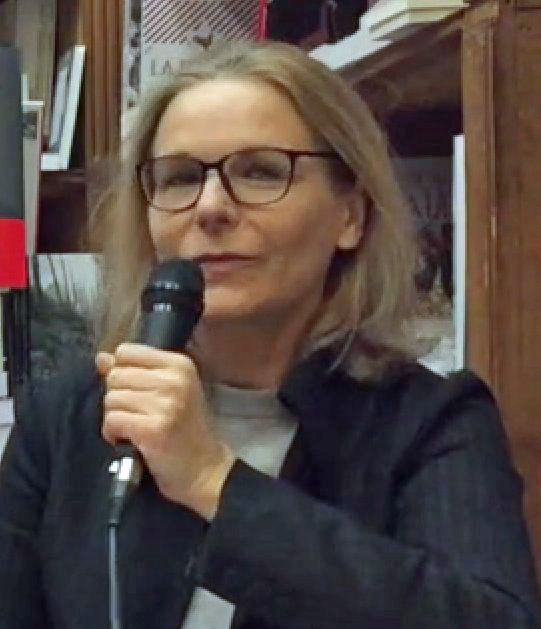
Camille Laurens

Camille Laurens (* 6. November 1957 in Dijon) ist eine französische Schriftstellerin. Ihr Werk wird zur Autofiktion gezählt.
Im Jahr 2000 erhielt sie den Prix Femina und den Prix Renaudot des lycéens für ihren Roman Dans ces bras-là. 2006 wurde sie zum officier dans l’ordre des Arts et des Lettres ernannt.

## Leben
Laurens kam als Laurence Ruel zur Welt. Der Ursprung ihres Pseudonyms liegt in ihrem ersten Roman Index, den sie im Jahr 1991 veröffentlichte, wo sie ihren echten Vornamen Laurence durch Camille ersetzte, einen geschlechtsneutralen Namen. Ihre frühen Jahre verbrachte sie in einer von Traditionen geprägten Familie. Laurens zeigte 2007 Marie Darrieussecq an, die mit ihrem Buch Tom est mort „psychisches Plagiat“ an ihrem Buch Philippe begangen haben soll. Seit 2020 ist sie als Nachfolgerin von Virginie Despentes Mitglied der Académie Goncourt, die jährlich den wichtigsten französischen Literaturpreis Prix Goncourt vergibt.

## Wirken
Laurens ist für ihre vielschichtigen Werke bekannt, die oftmals Themen wie die Dynamik zwischen den Geschlechtern, Identität und die persönliche Freiheit von Frauen behandeln. Sie gilt durch ihren Umgang mit Sprache und Form als innovativen Autorin. Laurens, die auch für ihre kritischen Essays bekannt ist, setzt sich in ihren Arbeiten oft mit den gesellschaftlichen Erwartungen an Frauen und den daraus resultierenden psychologischen und sozialen Konsequenzen auseinander. Sie arbeitete in zahlreichen literarischen Formaten, darunter Romane, Essays und Kritiken. Ihre Werke sind oft autofiktional, wobei sie persönliche Erfahrungen zur Behandlung universeller Fragen der menschlichen Existenz nutzt. Ihr Roman Dans ces bras-là brachte ihr breite Anerkennung und den Prix Femina im Jahr 2000.
Der Roman So wie du mich willst handelt von der 48-jährigen Claire, die zur Flucht aus ihrer gesellschaftlich auferlegten Unsichtbarkeit als Frau im mittleren Alter ein falsches Facebook-Profil erstellt und sich als 24-jährige Frau ausgibt; in dieser neuen Identität beginnt sie eine virtuelle Affäre mit dem jüngeren Christophe, was zu einem komplexen Spiel zwischen Realität und Fiktion führt.